# Coriolanus (toneelstuk)

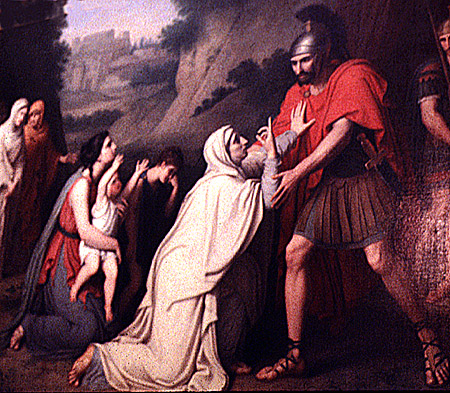
Venturia aan de voet van Coriolanus door Gaspare Landi

Coriolanus is William Shakespeares laatste tragedie en meteen ook zijn laatste stuk uit een reeks over het Oude Rome. Hij schreef het omstreeks 1608, na zijn andere tragedies Othello, King Lear, Macbeth en Antony and Cleopatra.
Het verhaal gaat over de historische Romeinse staatsman, militair en held Gaius Marcius Coriolanus uit de late 6e eeuw v.Chr. en het begin van de 5e eeuw v.Chr.. Shakespeare haalde zijn inspiratie voor dit toneelstuk voornamelijk uit Plutarchus' biografie van Coriolanus in een Engelse vertaling door Thomas North uit 1579.

## Publicatie, opvoering
De eerste publicatie van Coriolanus was in de First Folio in 1623.
Net als sommige van Shakespeares andere stukken (All's Well That Ends Well; Timon of Athens) is er geen bewijs van vroegere opvoeringen dan na de Engelse Restauratie. De eerste bekende opvoering van het stuk was de bloedige herbewerking van Nahum Tate, in het Royal Dury Lane Theatre in 1682. Een herbewerking van John Dennis (1719) werd door het publiek fel uitgejouwd en afgevoerd na amper drie dagen. Het is David Garrick die in 1754 terugkeerde naar de originele teksten van Shakespeare.

## Synopsis
Het toneelstuk begint in Rome, waar rellen aan de gang zijn, doordat de burgers geen graan meer krijgen. De relschoppers richten hun woede op één bepaalde man, Gaius Marcius Coriolanus, een Romeinse generaal, die ze hiervoor verantwoordelijk achten. De patriciër Menenius Agrippa probeert hen net als Marcius te bedaren. Marcius spreekt openlijk zijn minachting uit voor het plebs en zegt dat ze het graan niet waardig zijn door hun gebrek aan militaire dienst en inspanning. Twee gezagdragers (tribuun) van Rome, Brutus en Sicinius, geven Marcius hieromtrent privaat een uitbrander. Hij verlaat Rome, nadat er nieuws komt dat er een Volsci-leger in de buurt is.
De commandant van het Volskenleger, Tullus Aufidius, heeft het al vaak moeten opnemen tegen Marcius, die hij nu als zijn grootste vijand beschouwt. De commandant van het Romeinse leger wordt aangevoerd door Cominius, met Marcius als zijn rechterhand.
Terwijl Cominius zijn soldaten naar Aufidius' leger voert, organiseert Marcius een inval in de Volskense stad Corioles. De belegering van Corioles is eerst onsuccesvol, maar Marcius kan door de poorten van de stad breken, zodat de Romeinen de stad kunnen veroveren. Hoewel hij uitgeput is door het gevecht, marcheert Marcius vlug om zich bij Cominius te vervoegen en de andere Volskense troepen te bevechten. Marcius en Aufidius ontmoeten elkaar op het slagveld, en ze gaan elkaar te lijf. Hun gevecht houdt pas op wanneer een andere soldaat van Afidius' leger zijn commandant wegsleept van het gevecht.
Uit erkenning voor de ongelooflijke moed van Marcius geeft Cominius hem de eervolle naam Coriolanus. Wanneer ze terug zijn in Rome, moedigt Coriolanus' moeder Volumnia haar zoon aan om consul te worden. Coriolanus twijfelt om zich verkiesbaar te stellen, maar hij buigt voor zijn moeders wil. Hij wint moeiteloos de steun van de Romeinse senaat en lijkt eerst ook gewonnen te hebben van de favorieten. Brutus en Sicinius smeden echter een plan om zich te ontdoen van Coriolanus en organiseren een rel tegen zijn benoeming als consul. Coriolanus schiet in een razernij, en voert een bittere verbale oorlog tegen het concept van democratie. De twee tribunen veroordelen Coriolanus voor verraad in zijn woorden, en verbannen hem.
Nadat hij uit Rome is verbannen, zoekt Coriolanus zijn vijand Aufidius op in de Volskense hoofdstad, en zegt dat hij hun leger naar de overwinning kan leiden tegen het Romeinse leger. Aufidius en zijn superieuren omarmen Coriolanus, en geven hem toestemming om een nieuwe aanval op Rome te leiden.
Rome is in paniek, en probeert wanhopig om Coriolanus over te halen zijn wraakkruistocht tegen Rome een halt toe te roepen, maar zowel Cominius als Menenius falen in hun poging. Uiteindelijk stuurt men Coriolanus' moeder naar haar zoon, samen met zijn vrouw en kind en een andere dame. Volumnia kan haar zoon doen afzien van het plan om heel Rome te vernietigen. Coriolanus concludeert dat hij in plaats van de vernietiging van Rome beter een vredesakkoord kan regelen tussen de Volsci en de Romeinen. Wanneer Coriolanus terugkeert naar de metropool van de Volsci, vermoorden samenzweerders, geleid door Aufidius, hem voor zijn verraad.

## Kritiek en receptie
Coriolanus is misschien de meest ondoorgrondelijke held in Shakespeares tragedies. De toeschouwer komt weinig te weten over zijn motieven doordat hij geen lange monologen houdt, en zo blijft het onduidelijk waarom hij vrijwillig kiest voor zijn trotse isolatie van de Romeinse samenleving. Op deze manier is hij verschillend van andere helden uit het Shakespeare-repertoire zoals een Hamlet of een King Lear, maar heeft hij veel meer weg van de helden uit de oudheid als een Achilles, Odysseus en Aeneas. Een vergelijking kan ook gemaakt worden met Christopher Marlowes trotse veroveraar Tamburlaine. Coriolanus' trots is een onsympathiek trekje, dat alleen in evenwicht wordt gehouden door zijn afkeer voor complimentjes van zijn medestrijders, en zijn weigering om laster en uitbuiting in te zetten voor politiek gewin.
De politieke ondertoon van het stuk Coriolanus is duidelijk aanwezig. Het drama bestudeert zeer nauwgezet de tegengestelden tussen volkse democratie (Brutus en Sicinius' voorstander) en de autocratie, vertegenwoordigd door Coriolanus en de consul.
Atypisch voor Shakespeare is de afwezigheid van komische scènes en narren, waarmee hij zijn tragedies luchtiger maakte.
T.S. Eliot riep Coriolanus uit tot een werk dat superieur is aan Hamlet. In zijn The Scared Wood: essay on Poetry and Criticism noemt hij het stuk samen met Antony and Cleopatra Shakespeares grootste verwezenlijking. Elliot zinspeelt in zijn lange gedicht The Waste Land ook op Coriolanus: "Revive for a moment a broken Coriolanus."
Bertolt Brecht schreef in 1952 het tweedelig gedicht Coriolan, waarin de tragedie zich concentreert op de arbeiders, en niet op het individu. Hij introduceerde het vervreemdingseffect. Hij had echter bedenkingen over deze versie, en op het einde verkoos hij toch Shakespeares origineel, omdat het volgens hem deze elementen al bevatte.

## Voetnoten
1. ↑  The Oxford Shakespeare second edition, 2005, "Coriolanus", p. 1087
2. ↑  Er kwam pas een einde aan het door de puriteinen opgelegde verbod op theater toen koning Charles II in 1660 na 18 jaar uit verbanning terugkeerde.

- Bibliothèque nationale de France: cb11957433n (data)
- Catàleg d'autoritats de noms i títols de Catalunya: 981058616039406706
- Gemeinsame Normdatei: 4099348-6
- Library of Congress Control Number: n83159448
- Nationale Bibliotheek van Israël: 987007520680905171
- Nationale en Universitaire bibliotheek Zagreb: 000399606
- Système universitaire de documentation: 02755998X
- Virtual International Authority File: 310501925